# Muriel Baumeister
Muriel Baumeister (ur. 24 stycznia 1972 w Salzburgu), austriacka aktorka telewizyjna.

## Filmografia
- 2009 - Faktor 8 - Der Tag ist gekommen jako Anne Hecker
- 2007 - Die Lawine jako Maria Rieser
- 2005 - Zakochana księżniczka (Eine Prinzessin zum Verlieben) jako Isabella
- 2004 - Bursztynowy amulet (Das Bernsteinamulett) jako Barbara Reichenbach
- 2003 - Tata na gwiazdkę (Eine Vater für Klette) jako Vera
- 2002 - Dracula jako Lucy
- 2000 - Pokrewne dusze (Der Vogelforscher)
- 1999 - Przed burzą (Sturmzeit) jako Belle
- 1998 - Siska jako Britta Schellenberg
- 1997 - Pukając do nieba bram (Knockin' On Heaven's Door)